# 33662 Tacescu
33662 Tacescu è un asteroide della fascia principale. Scoperto nel 1999, presenta un'orbita caratterizzata da un semiasse maggiore pari a 2,4538355 UA e da un'eccentricità di 0,1053830, inclinata di 7,04387° rispetto all'eclittica.